# Alluvione del Polesine del novembre 1951
L'alluvione del Polesine del novembre 1951 fu un evento catastrofico che colpì gran parte del territorio della provincia di Rovigo e parte di quello della provincia di Venezia (Cavarzerano), causando circa cento vittime e più di 180.000 senzatetto, con molte conseguenze sociali ed economiche.

## Antefatti

### Prologo
Durante le due settimane precedenti all'alluvione, si verificarono intense precipitazioni distribuite su tutto il bacino imbrifero del fiume Po. Tali precipitazioni, pur non raggiungendo nelle singole aree del bacino tributario i picchi massimi di intensità storici, furono caratterizzate da un'anomala continuità temporale e distribuzione spaziale: infatti, non vi fu praticamente interruzione per tutto il periodo e l'intero territorio del bacino imbrifero ne fu interessato. Inoltre, la distribuzione spazio-temporale delle precipitazioni fu tale da determinare la sovrapposizione dell'onda di piena dell'asta principale a quelle dei singoli affluenti alle rispettive confluenze. Tale fattore, effettivamente avvenuto nonostante fosse estremamente improbabile, costituisce più di ogni altro la causa delle anomale condizioni idrauliche in cui è venuto a trovarsi il fiume Po in occasione del disastroso evento. Il verificarsi di tale improbabile circostanza fece sì che l'onda di piena si incrementasse progressivamente, scendendo da monte verso valle, in corrispondenza di ogni singola immissione dei numerosi affluenti, tanto alpini che appenninici.
In occasione delle precedenti ricorrenti intumescenze del Po (l'ultima importante delle quali era stata quella del 1926) le perturbazioni avevano colpito il bacino tributario, in modo più intenso e continuativo, solo su uno dei due versanti (quello alpino o quello appenninico) o solo su un settore di esso (l'alto, il medio o il basso corso). Nonostante sia statisticamente più probabile che i tempi di corrivazione delle onde di piena dei singoli affluenti risultino sfalsati fra loro, andando così a distribuirsi in momenti diversi lungo l'asta principale, in occasione delle precipitazioni della prima metà di novembre del 1951 esse raggiunsero il Po tutte insieme, sommandosi. Il risultato fu un insostenibile carico idraulico che si andò ad abbattere sui tronchi terminali dell'asta principale, con un interessamento particolarmente grave delle province di Mantova, Ferrara e Rovigo.
Se nei giorni del 12, 13 e nelle prime ore del 14 novembre, l'onda di piena transitò nel mantovano senza che si verificassero esondazioni, questo anche grazie alla tempestiva e massiccia realizzazione di interventi di contenimento, durante il passaggio della stessa tra le province di Ferrara, a sud, e Rovigo, a nord, avvenne il disastro.

### Autorità competenti circa la gestione dell'evento
Le tre istituzioni direttamente interessate, per competenza, dalla natura degli eventi erano: Il Genio Civile di Rovigo e i relativi diretti organi superiori, ovvero il Magistrato alle Acque di Venezia e il Ministero dei Lavori Pubblici, la Prefettura e la Provincia, rispettivamente competenti per gli aspetti idraulici, quelli dell'ordine pubblico e del soccorso alle popolazioni e quello del coordinamento territoriale generale e delle funzioni logistiche.

## Descrizione

### 12 - 14 novembre mattina: innalzamento degli argini
Già nelle prime ore del giorno 14 novembre, il colmo di piena iniziava ad interessare l'Alto Polesine. Gli abitanti di Melara, Bergantino, Castelnovo Bariano, Castelmassa, Calto e degli altri centri rivieraschi iniziavano una corsa contro il tempo nel tentativo di contenere le acque del fiume all'interno dei propri argini. Guidate dai propri sindaci in prima persona, sotto il coordinamento di tecnici locali, queste popolazioni intraprendevano un'opera di sovralzo delle sommità arginali, mediante la costruzione di coronelle e soprassogli: le dette opere di contenimento (che raggiunsero in alcune tratte l'altezza 1,00 - 1,20 m) furono realizzate in condizioni particolarmente difficili; vi era infatti carenza di uomini, materiali (con grande penuria dei sacchi necessari per il riempimento in terra e la formazione dei rialzi arginali) e di mezzi.
Non altrettanto avvenne per il popoloso comune di Occhiobello, né per quello contiguo di Canaro. A differenza dei paesi rivieraschi posti più a monte, la partecipazione della popolazione alle tumultuarie opere di contenimento fu alquanto scarsa e si diffuse lo scoraggiamento, la paura ed il panico. Complice la notizia, rivelatasi poi falsa, che il fiume aveva rotto a Bergantino, alle ore 11 del mattino del 14 novembre, i già sparuti e male assortiti gruppi di volontari che si trovavano ad operare sugli argini, quasi tutti cittadini di Occhiobello con pochissimi contadini, più idonei ad essere impiegati in tali generi di lavori, lasciarono gli argini al loro destino.
Nel corso della mattinata, in più tratti dell'argine sinistro del fiume Po, quelli più bassi, iniziarono le tracimazioni. Anche a causa della falsa notizia della rotta a Bergantino, il tragico evolversi degli eventi era segnato: le acque tracimate, stramazzando lungo il corpo arginale, ne determinarono ben presto l'erosione sino al suo totale sfondamento.

### Cronologia dell'alluvione
Pur non esistendovi un'univoca cronologia degli eventi, si riporta qui la sequenza oraria più accreditata secondo cui sono avvenute le rotte. La cosa certa è che le tre rotte si sono succedute in un brevissimo arco temporale. Peraltro, la quasi simultaneità degli eventi è una condizione necessaria del loro stesso verificarsi in forma multipla, in ragione dell'altrove citato effetto svuotamento, che la prima rotta determina e che avrebbe impedito un succedersi più dilatato delle tracimazioni successive. In altre parole, le rotte dovevano avvenire necessariamente in modo quasi simultaneo, in quanto, viceversa, l'abbassamento del livello idrometrico in seguito al verificarsi del primo evento ne avrebbe evitato il ripetersi, e l'intera esondazione sarebbe avvenuta da una sola bocca di rotta.
Alle ore 19:45 del 14 novembre, l'argine maestro del fiume Po ruppe a Vallone di Paviole, in Comune di Canaro. Alle ore 20:00 si verificò una seconda rotta in località Bosco, in Comune di Occhiobello. La terza falla si produsse poco più tardi, alle ore 20:15 circa, in località Malcantone dello stesso comune. La massa d'acqua che si riversò con furia sulle terre del Polesine, fu immane. Si calcola che la portata complessiva delle rotte sia stata dell'ordine dei 7.000 m³/s (6.000 m³/s secondo alcune stime, più di 9.500 m³/s secondo altre), a fronte di una portata massima complessiva del fiume stimata in quell'occasione in circa 12.800 m³/s (quindi circa 2/3 della portata fluente).
In una recente ricostruzione numerica è stato mostrato come due ostacoli principali (la Fossa di Polesella e il Canale di Valle), trasversali alla direzione del flusso naturale nelle aree allagate, abbiano profondamente influenzato la dinamica e la tempistica dell'inondazione. In sostanza, gli ostacoli al flusso presenti nella pianura allagata hanno aumentato l'area inondata del 40% e hanno prolungato il tempo per raggiungere il mare da 5 a 15 giorni.

### La gestione dell'alluvione
La gestione del "dopo" non fu migliore di quella del "prima". Considerata la totale impossibilità, dati i mezzi e le risorse dell'epoca, di rimarginare subito le rotte, l'unica azione idraulicamente valida, al fine di fronteggiare i loro effetti, era quella di favorire il deflusso più rapido possibile delle acque verso il recettore finale, il mare. Ben conscio di ciò, l'allora Ingegnere Capo del Genio Civile di Rovigo, ing. Mario Sbrana, si attivò immediatamente presso il Prefetto al fine di segnalare la necessità dell'apertura di idonei varchi sugli argini della Fossa Polesella che si opponevano, come primo ostacolo, al libero deflusso delle acque verso il mare. La Fossa Polesella era un corso d'acqua che metteva allora in comunicazione, ai fini della navigazione, il fiume Po dall'abitato di Polesella con il Canalbianco all'altezza di Bosaro.

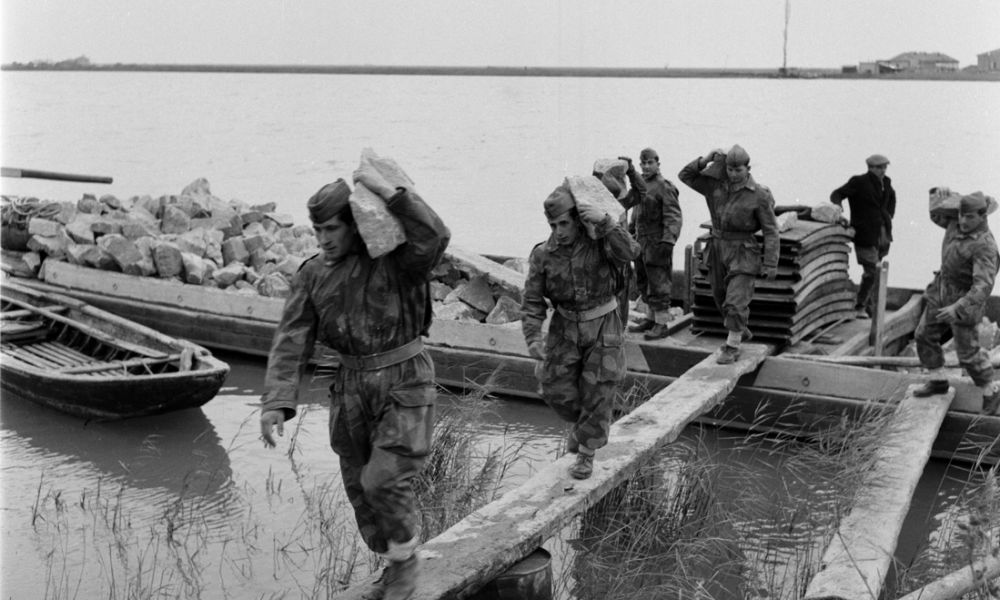
Intervento dei marò del Battaglione San Marco

 La specifica conformazione idrografica del Polesine avrebbe infatti consentito il convogliamento delle acque di rotta verso il mare, delimitandone l'esondazione entro la fascia compresa tra l'argine sinistro del fiume Po, a sud, e quello destro del Canalbianco, a nord, risparmiando le restanti terre dall'allagamento. Come annunciato dall'ingegner Sbrana, già 7 ore dopo la rotta le acque di esondazione si attestavano sull'argine ovest della Fossa Polesella.
Il Prefetto, Umberto Mondio, insediatosi a Rovigo da pochi giorni (l'11 ottobre 1951), in arrivo da una città del sud, e quindi proiettato in un contesto ed in una situazione del tutto particolari e a lui sconosciuti, di fronte alla richiesta del dirigente del Genio Civile di "far saltare" la Fossa Polesella con l'uso di cariche esplosive, tergiversò. Il responsabile del Genio Civile, consapevole dell'urgenza di dare esecuzione a tale operazione e conoscendone la difficoltà pratica, chiese addirittura l'immediato bombardamento di quell'ostacolo da parte dell'aviazione. L'operazione, per l'opposizione del Prefetto (e non solo sua), non fu attuata. A complicare il quadro, si era costituito una sorta di “partito del no”, assolutamente contrario al taglio degli argini della Fossa Polesella, formato dai sindaci dei comuni posti a est di detto corso d'acqua, appoggiati dai relativi abitanti. La tesi da essi sostenuta, che la Fossa potesse fungere da baluardo alle acque, era tecnicamente del tutto infondata, ma ciononostante trovò una parziale sponda nelle decisioni del Prefetto. Egli infatti ritenne che un ritardo nel taglio della Fossa avrebbe consentito un più agevole sfollamento delle aree poste a est, che sarebbero servite al passaggio delle acque. Ciò nella realtà non avvenne, in quanto le popolazioni, spesso capeggiate dai propri sindaci, si opposero con ogni mezzo all'abbandono delle case e delle terre.
Nel contesto dell'infuocato clima di contrapposizione politica che caratterizzava la realtà polesana, come quella italiana a quell'epoca, si tende ad attribuire ad un'azione di capillare propaganda politica attuata dal Partito comunista italiano locale, l'atteggiamento assunto dalle popolazioni contro il taglio della Fossa. La resistenza al pur necessario e improcrastinabile intervento idraulico giunse al punto di vedere uomini armati sugli argini della Fossa e dello stesso Canalbianco (era ormai opportuno procedere anche al taglio dell'argine destro di quest'ultimo, a valle della confluenza della Fossa, per scongiurare il cedimento, poi puntualmente verificatosi, di quello sinistro), risoluti ad impedire il taglio finanche con l'uso della forza.
Il trascorrere del tempo, in assenza del necessario taglio, si rivelò quindi non solo inutile, bensì gravemente dannoso. Le acque di esondazione infatti, non trovando alcuno sfogo verso il mare, furono costrette a rincollare verso monte raggiungendo località quali Castelnovo Bariano, Bergantino, Castelmassa, Salara ed altre dell'Alto Polesine che sarebbero restate invece immuni dagli effetti della rotta. Il livello delle acque esondate, confinate nel bacino determinato dall'argine sinistro del Po, da quello destro del Canalbianco e da quello occidentale della Fossa, sotto il continuo apporto delle rotte, non poté che aumentare sino a sormontare naturalmente quest'ultimo e a riversarsi comunque all'interno del suo alveo.
Questo le convogliò con furia verso il Canalbianco, il quale, a causa dell'allora esistente sostegno di Bosaro, non fu in grado di farle defluire a valle con la necessaria rapidità. Il rigurgito dell'onda di deflusso si proiettò quindi verso monte, sino a raggiungere il vicino ponte ferroviario di Arquà Polesine, sulla linea Padova – Bologna, di cui erose il contornamento delle testate rompendo l'argine di sinistra.
Ciò aprì la strada alle acque verso Rovigo, centro naturalmente preposto alla gestione dell'emergenza e quartier generale di tutte le attività di coordinamento dei soccorsi, distribuzione degli aiuti e smistamento dei profughi. Ultimo baluardo a difesa del centro di Rovigo si rivelò l'Adigetto, traslato solo 15 anni prima dall'asse mediano della città alla circonvallazione ovest.
Solo il 24 novembre 1951, il Genio civile fu in grado, dopo ripetuti inefficaci tentativi, di aprire, con circa 5.000 kg di tritolo, alcune brecce sufficientemente ampie sull'argine orientale della Fossa. La tardività di questo intervento fece sì che il Canalbianco, data l'incontenibile massa d'acqua che in esso si convogliava, oltre che ad Arquà, cedesse prima a Sant'Apollinare, poi a Villamarzana e quindi in località Retratto in comune di Adria, inondando la città stessa, che all'epoca contava circa 35.000 abitanti, e che si trovò quindi completamente isolata. Sulla strada finalmente aperta verso il mare, le acque trovarono come secondo consistente ostacolo trasversale gli argini del canale di navigazione Po – Brondolo, che tutt'oggi mette in comunicazione il Po con la Laguna di Venezia, incrociando Canalbianco e Adige. Anche in questo caso le acque dovettero sormontare l'ostacolo senza l'aiuto di intervento umano.
Ciò produsse il loro rincollo verso monte nella porzione territoriale compresa tra il Canalbianco e l'Adige. Si assistette quindi all'allagamento del Cavarzerano e di tutta l'area nord-orientale del Polesine e al rigurgito delle acque, attraverso gli alvei del canale di bonifica Botta Rovigata e del Ceresolo, che avevano invertito il loro corso, verso il capoluogo. Solo l'intervento del Genio civile, che ne fece saltare gli argini, impedì che le acque risalissero sino a ovest della Strada statale 16 Adriatica, sul rilevato della quale comunque le acque si attestarono.
L'ultimo ostacolo alla discesa delle acque esondate verso il mare fu costituito dalla linea delle dune costiere e degli argini a mare, che separano le valli, le paludi e le basse terre del Delta dal Mare Adriatico. Anche in questo caso il superamento dell'ostacolo avvenne per rincollo delle acque e sormonto. Ciò ha causato, per l'innalzamento del livello dell'acqua, l'allagamento, oltre che di Rosolina, dei due grossi centri abitati di Contarina e Donada (oggi riunificatisi sotto l'antico toponimo di Porto Viro).
Le uniche porzioni del territorio polesano a non essere sommerse dalle acque sono quindi state l'area nord-occidentale compresa tra il corso dell'Adige e quello del Canalbianco sino alla linea che li congiunge formata da Naviglio Adigetto – Canale Scortico, alcune aree (quelle poste a quota più elevata) dell'Alto Polesine a sud del Canalbianco e le isole del Delta ad eccezione di quella ove ricade l'attuale Porto Viro, invece inondata.

#### La chiusura delle rotte

Lavori di chiusura della rotta in località Bosco, nel comune di Occhiobello

In seguito al verificarsi delle rotte, per un periodo di circa 15 giorni, non fu possibile intraprendere alcun intervento riparatore; ciò sia a causa dell'impeto delle acque in fuoriuscita dai varchi arginali, che di fatto impediva l'avvicinamento di barche, che per la totale impraticabilità delle strade della zona interessata.
Solo il 30 novembre, i tecnici dell'Ufficio idrografico del Magistrato alle Acque furono in grado di eseguire i rilievi batimetrici delle bocche di rotta. In seguito a questa prima cognizione dello stato dei luoghi fu possibile affidare a tre diverse imprese, una per ciascuna rotta, le opere di pronto intervento finalizzate ad arrestare la fuoriuscita delle acque e a innalzare progressivamente le soglie di rotta. I tre interventi furono affidati ad imprese di fiducia che garantivano idonee capacità tecniche ed organizzative; più precisamente, l'intervento in località Malcantone fu affidato all'Impresa Ing. Carlo Mazzacurati di Padova, quello in località Bosco all'Impresa Astaldi S.p.A. di Roma e quello in località Vallice all'Impresa Vittorio Marchioro di Vicenza. I lavori di somma urgenza consistettero nella chiusura dei varchi arginali, mediante costruzione di coronelle in pietrame in asse alle arginature abbattute. Furono fornite 136.600 t circa di pietrame per un volume dato in opera di 105.000 m³.

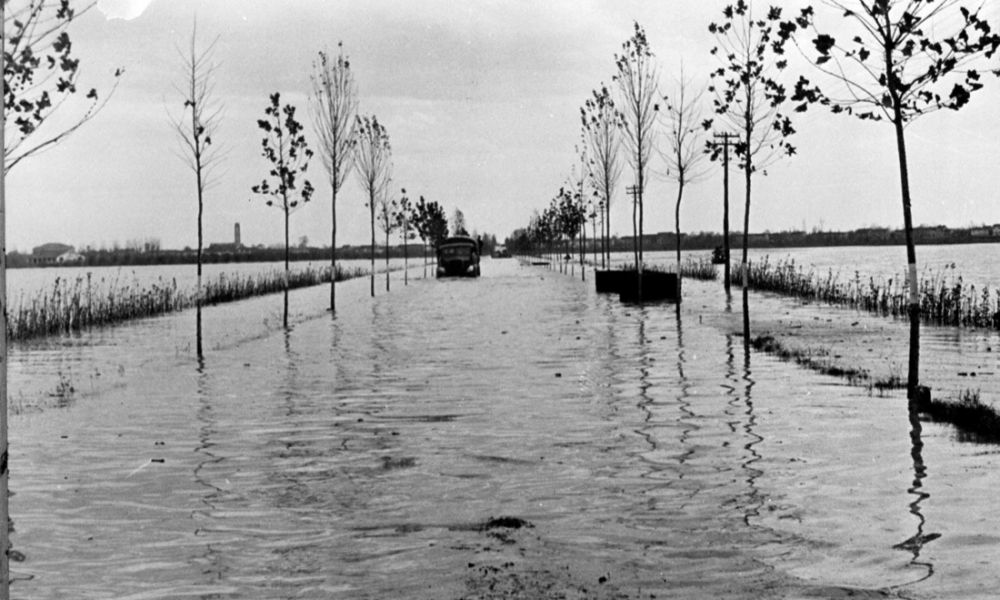
Le campagne alluvionate

A completamento delle opere di primo intervento, fu realizzato uno speciale coronamento dei manufatti di interclusione, mediante la costruzione di una gabbionata cellulare continua, contro i pericoli di eventuale sormonto delle coronelle. Queste ultime opere furono affidate ed eseguite dalla Ditta C.E.F.A. di Bologna.
Il costo complessivo dei lavori realizzati in regime di somma urgenza fu pari a £ 767.312.739 (£ 300.000.000 per la rotta di Bosco, £ 279.138.112 per quella di Malcantone, £ 102.495.792 quella di Vallice, £ 85.678.835 per la gabbionata). Nel frattempo il Genio Civile di Rovigo provvedeva a redigere il progetto per la chiusura definitiva delle rotte. Esso fu presentato, a firma dell'ing. Vincenzo Pavani, il 25 dicembre 1951. Esso prevedeva, per le due rotte contigue di Malcantone e Bosco, la costruzione di un unico arco arginale in arretramento di circa 160 m rispetto al precedente asse arginale. Ciò consentiva la formazione di un ampio bacino di calma per le acque di piena tra le coronelle e il nuovo argine, garantendo una protezione del nuovo manufatto dagli effetti erosivi della corrente. Il nuovo argine in località Vallice fu invece progettato e realizzato sullo stesso asse di quello abbattuto. In base al progetto, il rilevato arginale, per tutte e tre le rotte, venne costruito in tre successive fasi, mediante la formazione di nuclei progressivamente più potenti ed elevati. Il rilevato fu animato da una palancolata in acciaio continua, di altezza variabile da 8 a 14 metri. Il volume complessivo dei nuovi rilevati fu di circa 1 milione di metri cubi. All'unghia a fiume del nuovo rilevato fu prevista la costruzione di una berma di protezione in pietrame, su cui posava la superiore scogliera di difesa spondale.
L'aggiudicazione dei lavori, per trattativa privata, avvenne il 27 dicembre 1951 con affidamento degli stessi alle medesime imprese esecutrici degli interventi urgenti e per un costo complessivo, a consuntivo, di £ 2.183.953.261 (£ 1.124.857.261 per Bosco, £ 755.096.000 per Malcantone e £ 304.000.000 per Vallice). I lavori, consegnati il 5 gennaio 1952 furono ultimati il 15 giugno 1952 a Vallice, 2 agosto 1952 a Malcantone e 6 settembre 1952 a Bosco. Occorsero complessivamente 320.000 giornate-operaio.

La rotta di Bosco e, sullo sfondo, quella di Malcantone, Comune di Occhiobello (RO)

## Cause e responsabilità
Da un punto di vista storico, si tende ad attribuire tale sottovalutazione del fenomeno da parte del preposto Genio Civile a una mancata comprensione dell'eccezionalità dell'evento sotto il profilo propriamente idraulico, complice le anomale circostanze avvenute.
La mancata previsione, anche figlia dei tempi per via della carenza dei mezzi di comunicazione (i telefoni erano rari ed appannaggio quasi esclusivo degli uffici governativi) e soprattutto per la pressoché totale assenza dei mezzi di informazione di massa “in tempo reale” (esisteva solo la radio e non tutte le famiglie la possedevano), generò un ritardo nella reazione di tutte le altre istituzioni coinvolte e del territorio in genere, che si rivelò incolmabile, con la conseguenza che si poté poi unicamente rincorrere gli eventi.
Sulle ragioni della scarsa partecipazione degli abitanti di Occhiobello e di Canaro ai lavori di difesa, in particolare dei contadini, esistono diversi studi di natura sociologica che prendono in esame vari fattori: i braccianti agricoli erano privi di proprietà e quindi meno motivati alla difesa del territorio, l'alta conflittualità politica e sociale che caratterizzò quegli anni e quei territori in particolare.
Altra circostanza sfavorevole, che viene richiamata dalla letteratura esistente quale concausa delle rotte, è la presenza dei forti venti di scirocco che soffiavano quel tragico 14 novembre. A tale fattore si imputa un incremento del livello dell'acqua in sponda sinistra, posta a nord rispetto al fiume, cioè in direzione di vento, pari a 20 ÷ 30 centimetri rispetto a quella destra. Un ulteriore effetto negativo prodotto dai venti meridionali è stato quello di determinare l'innalzamento del livello di marea nell'Adriatico settentrionale, con la registrazione a Venezia, alle ore 8:05 del 12 novembre 1951, di + 151 cm sul livello del medio mare, riducendo così la capacità di ricezione di quest'ultimo e quindi la velocità di deflusso del fiume verso il mare.
Per ultimo, va sottolineato il fatto che alcuni tratti dell'argine sinistro avevano quota sommitale depressa rispetto al livello teorico di sistemazione, calcolato in modo da garantire un determinato franco arginale (pari a 1,00 ÷ 1,50 m) sulla quota della massima piena di riferimento, che allora era quella del 1926. Le ragioni di detti mancati adeguamenti sembrano da addebitare alla carenza di fondi disponibili per finanziare i lavori.

## Conseguenze

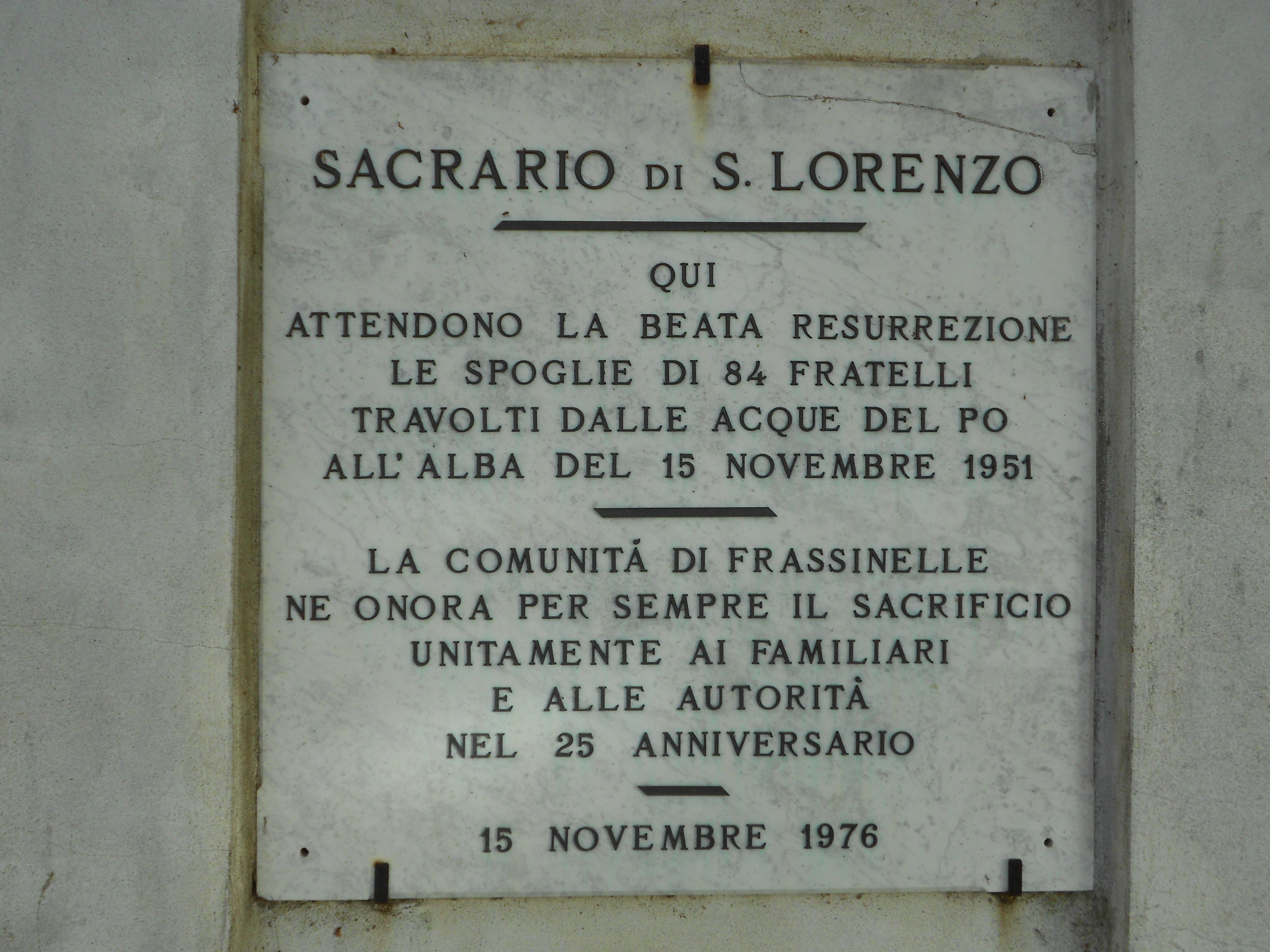
Sacrario di San Lorenzo, Passo, Frassinelle Polesine

Per meglio comprendere quelle che sono state le immediate e secondarie conseguenze dell'alluvione del 1951 sui territori colpiti è necessario contestualizzare l'evento. Esso infatti si verificò a soli sei anni dalla fine del secondo conflitto mondiale che aveva visto l'Italia soccombente e aveva lasciato il Paese in condizioni di grande indigenza e distruzione.
Il clima politico era estremamente conflittuale, con una fortissima contrapposizione tra DC, che all'epoca guidava il Governo centrale, e PCI che, insieme ad altre forze di sinistra, governava il Polesine e la maggioranza dei Comuni rivieraschi del Po. Un clima che avrebbe potuto favorire, come in certe questioni favorì, la speculazione politica fine a sé stessa, compromettendo il buon esito degli sforzi congiunti necessari ad affrontare la crisi prodotta dall'alluvione e a risollevare le sorti delle terre colpite.
Il Polesine, inoltre, come terra prevalentemente agricola, risentì in modo ancor più grave della inevitabile carestia prodotta dall'inaccessibilità delle terre allagate. Se le conseguenze a breve poterono essere affrontate con buon esito grazie alla rapidità con la quale si rimise a coltura la maggior parte delle terre e all'abbondanza degli aiuti giunti da tutta Italia (e dall'estero), quelle a lungo termine furono forse più pesanti.

### Statistiche
Le tre bocche di rotta misuravano, ad evento concluso, 220 m quella di Vallone di Paviole, 204 m quella in località Bosco e 312 m quella di Malcantone. Esse sono state attive dal giorno 14 novembre al 20 dicembre 1951, cioè per complessivi giorni 37. La loro portata complessiva è passata dagli iniziali 7.200 m³/s. ai circa 1.500 m³/s. degli ultimi giorni di attività. È da far notare che il giorno 27 novembre, a ben due settimane dalle rotte, la loro portata era ancora di oltre 3.200 m³/s.
Il volume d'acqua complessivamente effluito dalle rotte è stato pari a 8 × 10⁹ m³, ovvero otto miliardi di metri cubi. Il massimo volume invasato sul suolo polesano, quello cioè accumulatosi sul territorio dal momento della rotta a quello dell'inizio dello scarico a mare, verificato il 21 novembre alle ore 13.26, è stato calcolato in 3,128 × 10⁹ m³, cioè tre miliardi e 128 milioni di metri cubi. La superficie allagata è stata di oltre 100.000 ha, pari a circa il 52% del territorio dell'intero Polesine, compreso il Cavarzerano (VE). Il numero delle vittime umane è stato di circa cento, ben 89 delle quali nel solo episodio del cosiddetto "camion della morte", che vide un automezzo carico di fuggiaschi sorpreso dall'inondazione la notte del 14 novembre a Frassinelle (recenti studi sembrano tuttavia attestare che non tutti gli 89 corpi ritrovati siano da collegarsi alla sciagura del camion).
In frazione Passo del Comune di Frassinelle Polesine, è visitabile il Sacrario di San Lorenzo, piccolo cimitero dedicato alle 84 vittime del "camion della morte". Il numero dei profughi costretti a lasciare le proprie abitazioni fu compreso tra 180.000 e 190.000 unità. Andarono perduti 6.000 capi di bestiame bovino. Incalcolabile il numero degli altri animali d'allevamento deceduti. Dal 1951 al 1961 lasciarono in modo definitivo il Polesine 80.183 abitanti, con un calo medio della popolazione del 22%. Al 2001 abbandonarono il Polesine oltre 110.000 persone. In molti comuni il calo superò, dal 1951 al 1981, il 50% della popolazione residente.

#### Conseguenze demografiche
Moltissime delle famiglie polesane sfollate in seguito all'alluvione del 1951 non fecero più ritorno. Complice una riforma agraria non ancora del tutto dispiegata, specie nel basso Polesine, con il perdurare di ampie aree ancora a latifondo e una scarsa distribuzione della proprietà agraria, pochi polesani emigrati a seguito dell'alluvione del 1951 trovarono un valido motivo per fare ritorno alle proprie terre d'origine.
Altro fattore fondamentale nel processo di spopolamento che ha interessato il Polesine a seguito dell'alluvione, fu senza dubbio il rapido processo di meccanizzazione che in quegli anni investiva il settore agricolo. In una provincia come quella di Rovigo, dove la percentuale della popolazione ancora impiegata in agricoltura era molto alta e il bracciantato molto diffuso, la brusca riduzione del fabbisogno di manodopera in questo settore dovuta all'avvento della meccanizzazione fu particolarmente impattante sul piano economico e sociale.

La curva dell'andamento demografico del Polesine vide nel 1951 il punto massimo, con l'inversione della tendenza positiva che l'aveva caratterizzata nel lungo periodo precedente. Solo nel decennio 1951 – 1961 la popolazione del Polesine si ridusse di oltre 80.000 unità. Lo spopolamento del Polesine, iniziato nel 1951, si è protratto sino ai nostri giorni e solo dal 2001, per la prima volta dopo il 1951, la popolazione polesana ha visto un incremento numerico.

Il Polesine allagato

Più esattamente, la popolazione della Provincia di Rovigo nel censimento del 1951 risultava pari a 357.963 unità a fronte delle sole 242.538 presenti nel 2001, con un decremento complessivo del 32%. Circa un abitante su tre lasciò il Polesine dopo l'inondazione anche se non esclusivamente a causa di questa. Nel 2007 la popolazione residente era pari a 246.255, con il primo aumento registrato in 50 anni.
Abitanti censiti
Oltre alle problematiche oggettive che hanno interessato il Polesine a seguito dell'alluvione del 1951, ad essere causa dell'abbandono di questi territori da parte delle sue genti è stata la durezza delle condizioni di vita ancora qui perduranti, così strettamente legate all'attività agricola, all'epoca pressoché interamente manuale.
I processi di incipiente industrializzazione e conseguente urbanizzazione, che riguardavano già in quegli anni le grandi città del nord, insieme alla forte emigrazione verso altri paesi europei, favorirono un rapido spopolamento del territorio provinciale.
Anche la vulnerabilità idraulica di questo estremo lembo di Pianura Padana è stato e forse è tuttora ostacolo, ancor più sul piano psicologico che su quello reale, al ripopolamento, all'attrazione di investimenti e al rilancio economico di questi territori che appartengono al Veneto, regione trainante del ricco Nordest.
Solo oggi, con il cessare dell'emorragia migratoria e la timida diversificazione economica dal settore primario, con la nascita di alcune realtà produttive nel settore della piccola industria, dei servizi e del turismo, il Polesine sembra in grado di affrancarsi definitivamente da un cinquantennio profondamente segnato dall'alluvione del 1951 e dalle sue conseguenze.

### La ricostruzione e il prosciugamento delle terre
A fronte di una situazione così disastrosa e di una altrettanto disastrosa gestione della piena, il prosciugamento delle terre rappresentò invece un capitolo positivo del dopo emergenza e consentì di recuperare a coltura in tempi record la maggior parte delle terre colpite. Fu nominato Commissario di governo il deputato Giuseppe Brusasca (in carica dal dicembre del 1951 al febbraio 1956). La sua carica di carattere plenipotenziario consentì una rapida ricostruzione, che poteva essere ostacolata dalla differente collocazione politica della Prefettura (democristiana) e della Provincia (con giunta social-comunista). Anche Alfredo De Polzer, l'allora Presidente della Provincia, seppe appianare i contrasti che spesso scoppiavano in seno al Consiglio provinciale e favorire il dialogo tra opposti schieramenti.
Già nel giugno del 1952 fu possibile la semina di gran parte delle terre riemerse dalle acque, a seguito del loro rapido prosciugamento e della loro bonifica dai potenti strati di sedimenti sabbiosi e limosi che in alcune aree le ricoprivano. Sotto questo profilo, va notata l'imponente opera attuata dai Consorzi di Bonifica territorialmente interessati (all'epoca ben 46, coordinati nei Consorzi di 2º grado della Bonifica Padana e della Bonifica Polesana), per la circostanza riuniti nel Consorzio generale per la Ricostruzione delle Bonifiche Polesane, nel ripristinare l’ufficiosità dei corsi d'acqua di scolo, gli impianti di sollevamento, nell'approntare nuove idrovore e nel sovrintendere alla realizzazione di quelle innumerevoli opere di tagli arginali e convogliamenti idrici, che sono risultati necessari a favorire il più rapido deflusso delle acque esondate verso i ricettori finali.

### La solidarietà
Subito al propagarsi della notizia della catastrofe, molte associazioni, partiti politici, sindacati, gruppi formali e informali e privati cittadini, di ogni condizione sociale e orientamento politico, si attivarono per garantire solidarietà e concreto aiuto alle popolazioni colpite. Complice l'acceso ricordo di tragiche circostanze e drammatiche condizioni di vita dell'appena concluso evento bellico e la facile identificazione della difficilissima situazione, materiale e psicologica, in cui si trovavano gli abitanti del Polesine, la profusione di aiuti che l'Italia e il mondo elargirono fu straordinaria.

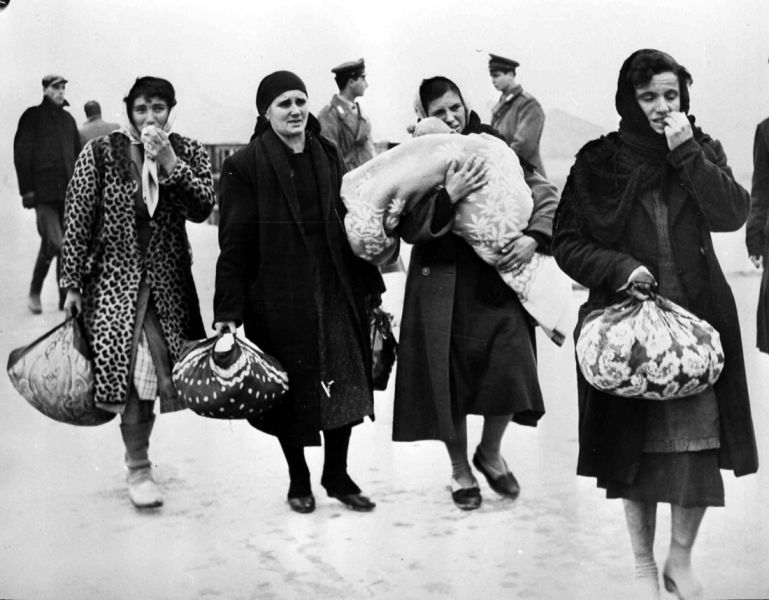
Evacuati del Polesine si dirigono verso i centri d'accoglienza

Essa si manifestò non solo nella raccolta di fondi e beni a favore del Polesine ma anche e soprattutto nell'intervento diretto di molti volontari che, abbandonate le proprie case, si misero a disposizione in prima persona per i soccorsi. Inoltre, molte famiglie in tutta Italia aprirono le proprie case a sfollati e profughi che trovarono una solidarietà umana diretta, non filtrata né mediata da apparati burocratici, ma immediata e concreta.
Più di un autore, in merito a tale eccezionale solidarietà, sottolineò un tratto che caratterizzava i polesani del tempo: un retaggio storico segnato da grande povertà sembra essere all'origine della semplicità culturale e materiale e grande genuinità ai limiti dell'ingenuità; ciò attirò la simpatia e benevolenza dei volontari. Moltissimi polesani non fecero ritorno alla propria terra di origine anche perché i loro ospitanti, specialmente nel triangolo industriale Torino – Milano – Genova, vollero tenerli con sé per lavorare nei laboratori e fabbriche dell'emergente realtà industriale italiana.
Sul piano istituzionale, la prima entità ad attivare interventi di aiuto alla popolazione fu il Comitato Provinciale per l'Emergenza, immediatamente costituito e presieduto dal Presidente della Provincia Alfredo De Polzer. Ciò indusse il Prefetto di Rovigo, Mondio, che si sentì scavalcato da tale intraprendenza, già pochi giorni dopo la costituzione del suddetto Comitato, a sopprimerlo, con la motivazione che ogni aiuto e intervento doveva passare, anche per questioni di ordine pubblico, attraverso il coordinamento della Prefettura. Anche sul piano degli aiuti alla popolazione, si innescò una contrapposizione di carattere politico-ideologico: gli aiuti attivati dal Comitato per l'Emergenza avevano alla spalle la macchina organizzativa afferente al PCI, alle Camere del lavoro e alle principali organizzazioni sindacali. Quelli governativi rappresentarono invece la capacità di reazione e intervento della DC, strettamente fiancheggiata dalle ACLI e dall'associazionismo cattolico in genere.
Anche su scala mondiale si verificò un'analoga contrapposizione, con una gara di solidarietà tra Unione Sovietica e paesi del blocco socialista, da una parte, e statunitensi dall'altra. Tutti i convogli di aiuti in arrivo in Polesine portavano l'indicazione, a caratteri cubitali, della nazione donatrice. In quell'epoca di Guerra fredda e competizione politica dagli esiti tutt'altro che scontati, tutto poteva servire a tirare acqua al proprio mulino. Tale competizione, più o meno politicamente interessata, nell'elargizione degli aiuti a livello nazionale e sovranazionale non deve comunque in alcun modo sminuire la vera e gratuita solidarietà, espressa nelle più varie forme, dalle popolazioni, mosse a ciò da autentici sentimenti di identificazione, condivisione e compassione.
Un aiuto arrivò anche dalle Officine Pellizzari e figli, che essendo produttori di pompe e motori giunsero in aiuto degli sfollati, ospitando anche numerose famiglie presso Vicenza.

## Nella cultura di massa
- Nel film Il ritorno di don Camillo, che uscì appena due anni più tardi, una parte importante della narrazione è occupata prima da una disputa per la costruzione di un nuovo argine (a cui il proprietario dei terreni interessati si oppone, nonostante il pericolo rappresentato dal fiume) e, nel finale della pellicola, da una disastrosa alluvione (rappresentata usando vere riprese dell'evento del 1951 che colpì Brescello e la Bassa reggiana, oltre al Polesine).
- Nel film Uragano sul Po del 1956, sono presenti alcuni spezzoni di riprese dell'alluvione.
- Nel disco Canti per noi del 1964, la cantante Margot interpreta il brano Polesine, con testo scritto nel 1952 dal giornalista Gigi Fossati, musicato da Sergio Liberovici. Il canto diventerà molto noto dagli anni '60 e sarà registrato da numerosi gruppi di folk revival e canto sociale, anche con il titolo Tera e aqua.